# Ратко Дунђеровић
Ратко Дунђеровић српски је и босанскохерцеговачки универзитетски професор психологије. Као редовни професор изводио је наставу на предметима Социјална психологија и Психометрија (1997/1998. до 2008/2009) на Катедри за психологију Филозофском факултету Универзитета у Источном Сарајеву. 

## Кратка биографија
Каријеру је започео на Одсјеку за педагогију и психологију Филозофског факултета Универзитета у Сарајеву као један од првих научника након трансформације Одсјека за педагогију Филозофског факултета у Сарајеву 1969. године у Одсјек за педагогију и психологију.  

## Издвојена библиографија
Психолошки аспекти самоуправљања, 1982.
Основи дидактике и психологије универзитетске наставе, коаутор, 1982.
Психологија и психологија спорта, 2006.